# Trypanalebra brasiliensis
Trypanalebra brasiliensis är en insektsart som först beskrevs av Young 1957.  Trypanalebra brasiliensis ingår i släktet Trypanalebra och familjen dvärgstritar. Inga underarter finns listade i Catalogue of Life.